# ایان بنکس (بازیکن فوتبال)
ایان بنکس (انگلیسی: Ian Banks؛ زادهٔ ۹ ژانویهٔ ۱۹۶۱) بازیکن فوتبال اهل بریتانیا است.
از باشگاه‌هایی که در آن بازی کرده‌است می‌توان به باشگاه فوتبال وست برومویچ آلبیون، باشگاه فوتبال لستر سیتی، باشگاه فوتبال دارلینگتون، باشگاه فوتبال بارنزلی، باشگاه فوتبال ای.اف.سی ایملی، باشگاه فوتبال روترهام یونایتد، باشگاه فوتبال ویکفیلد، باشگاه فوتبال هادرزفیلد تاون، و باشگاه فوتبال برادفورد سیتی اشاره کرد.